# 2271 Kiso
2271 Kiso је астероид главног астероидног појаса са пречником од приближно 32,37 .
Афел астероида је на удаљености од 2,923 астрономских јединица (АЈ) од Сунца, а перихел на 2,595 АЈ.
Ексцентрицитет орбите износи 0,059, инклинација (нагиб) орбите у односу на раван еклиптике 3,384 степени, а орбитални период износи 1674,225 дана (4,583 године).
Апсолутна магнитуда астероида је 11,10 а геометријски албедо 0,061.
Астероид је откривен 22. октобра 1976. године.